# Bitka pri Five Forks
Bitka pri Five Forks je bila zadnja večja bitka v ameriški državljanski vojni. Odvijala se je 1. aprila 1865, v njej pa je 28.000 unionističnih vojakov pod vodstvom generalmajorja Phillipa Sheridana in brigadirja Gouverneur Warrena premagalo 19.000 vojakov konfederacije pod vodstvom generalmajorja Georgea E. Picketta. 
Pickettov poraz je pripomogel k odločitvi generala Leeja, da zapusti okope okoli Petersburga (Virginija) in prične z umikom; slednji se je končal 9. aprila z njegovo predajo med bitko pri sodni hiši Appomattox.